# 石井孝法
石井 孝法（いしい たかのり、1980年4月3日 - ）は、福岡県出身の日本の柔道家。身長179cm。全日本柔道連盟のグランドデザインに位置付けられている長期育成指針を作成した。
2024年まで了徳寺大学教養部教授であった。また、2005年から全日本柔道連盟の科学研究部に所属し、2013年から2021年まで日本オリンピック委員会の専任情報科学スタッフ、2024年パリ五輪まで日本柔道ナショナルチーム（強化委員会）のメンターなどを歴任した。

## 経歴
学校法人沖学園隆徳館中学校（卒業は中原中学）から福岡大大濠高校を経て福岡大学に進学すると、3年の時には講道館杯の100kg級3回戦で国士舘大学3年の鈴木桂治に敗れるも、敗者復活戦を勝ち上がって3位になった。2003年にはエス・ピー・ネットワークの所属になると、選抜体重別では準決勝で綜合警備保障の井上康生に内股で敗れるも3位になった。
その後、了徳寺学園の所属となった。また、筑波大学大学院に進むとともに、全日本柔道連盟科学研究部の一員ともなった。科学研究部では、文部科学省のハイパフォーマンスサポート事業の一環として、筑波大学と共同開発した通称GOJIRA（ゴジラ、Gold Judo Ippon Revolution Accordance)システムによる独自の分析技術を用いて、海外選手や審判に関する詳細な分析(技の比率や時間帯ごとの得失点、柔道衣を14カ所のポイントに細分化して、組み手と技の関連性を探求することや、審判員の判定傾向を把握する等)を推し進めている。加えて、はじき出されたデータを元に、アナリストならではの勘や主観によって、試合内容の微妙な変化や数値化できない癖を読み取って、それを代表コーチに伝える役割をも担っている。石井によれば、データというのは勝負における枝葉に過ぎず、それを活かせるかはあくまでも選手次第だという。但し、データによって選手の不安を少しでも和らげることができるなら、競った試合において有利に働くことも期待できると考えている。
2016年のリオデジャネイロオリンピックで日本代表チームは3個の金メダルを含めて12個のメダルを獲得した。そのなかにあって、90kg級で金メダルを獲得したベイカー茉秋の準決勝の相手となった伏兵である中国の程訓釗は、GOJIRAにもほとんどデータがなかった。しかし、僅か20分ほどで程の映像データを完成させて程の癖を見出すと、ベイカーのコーチである廣川充志に提供した。結果としてベイカーはこの試合で一本勝ちを収め、決勝でも勝利した。この勝利をサポートしたことで、石井が幼い頃から夢見ていた国旗掲揚の夢を、形こそ違えど叶えることになった。
2017年から2021年まで了徳寺学園医療専門学校の学校長であった。
2018年には全日本空手道連盟ナショナルチームのストレングス＆コンディショニングコーチに就任し、2019年から2021年の東京オリンピックまでサポートゼネラルマネジャーとして支援を行った。
2021年には国際柔道連盟科学ジャーナル「The Arts and Sciences of Judo」のeditorial review board memberに就任した。

## 主な実績
- 2001年 -　講道館杯 3位
- 2003年 -　選抜体重別　3位

(出典、)。